# 算盤が恋を語る話
『算盤が恋を語る話』（そろばんがこいをかたるはなし）は、江戸川乱歩の著した短編小説。1925年（大正14年）4月、『写真報知』に掲載された。

## 登場人物
T主人公。○○造船株式会社会計係の特に女性に対し内気な青年。30歳に近い年齢。
S子Tの助手を務めている若い事務員。

## あらすじ
○○造船会計係の内気な青年Tは、片思いしている助手のS子に想いを伝えようと、毎朝、S子の机に、ある数字を示した算盤を置く。それは職工の給料を名前別に仕分けする方法にしたがえば「いとしききみ」と読めるのである。ある朝、T子はやっとその意味に気づいたのか、真っ赤になって、Tと目をあわせる。伝わったと思ったTは今度は「ひのやま」と逢引きの場所を算盤に託す。しかしある朝、S子が毎朝算盤を置くのはあなたでしょうとTに無邪気に言ってくる。やはり伝わってないのかと落胆するTだが、「きょうかえりに」と数字を置いてみると、退社したS子の机の上の算盤には「ゆきます」との数字が並んでいる。Tは喜び勇んで樋の山遊園地へおもむく。が、S子は来ない。ハッと気づいたTが会社に取って返すと、S子の扱う帳簿の最後の数字は「ゆきます」と同じであった。

## 出版
- 角川文庫 『三角館の恐怖』　1974年1月
- 春陽堂 『D坂の殺人事件』

## 映像化
- 2018年12月30日、NHK BSプレミアム、「満島ひかり×江戸川乱歩」内でドラマ化。演出・森ガキ侑大、出演・満島ひかり、岩井勇気（ハライチ）。